# Église de Pori-Ouest
L'église de Pori-Ouest (en finnois : Länsi-Porin kirkko) est une église luthérienne située à Pori en Finlande. 

## Description
L'édifice est construit dans le quartier Vähärauma, dans l'ouest de Pori. 
L'église peut accueillir 200 personnes. Elle dispose d'un orgue à 11 jeux. 